# Rödspetsad dyngbagge
Rödspetsad dyngbagge (Aphodius haemorrhoidalis) är en skalbaggsart som först beskrevs av Carl von Linné 1758.  Rödspetsad dyngbagge ingår i släktet Aphodius, och familjen bladhorningar. Arten är reproducerande i Sverige.

## Bildgalleri

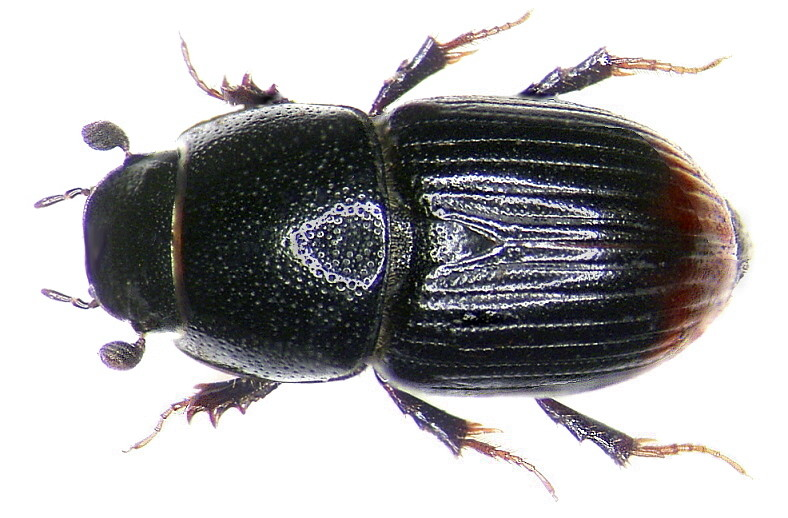
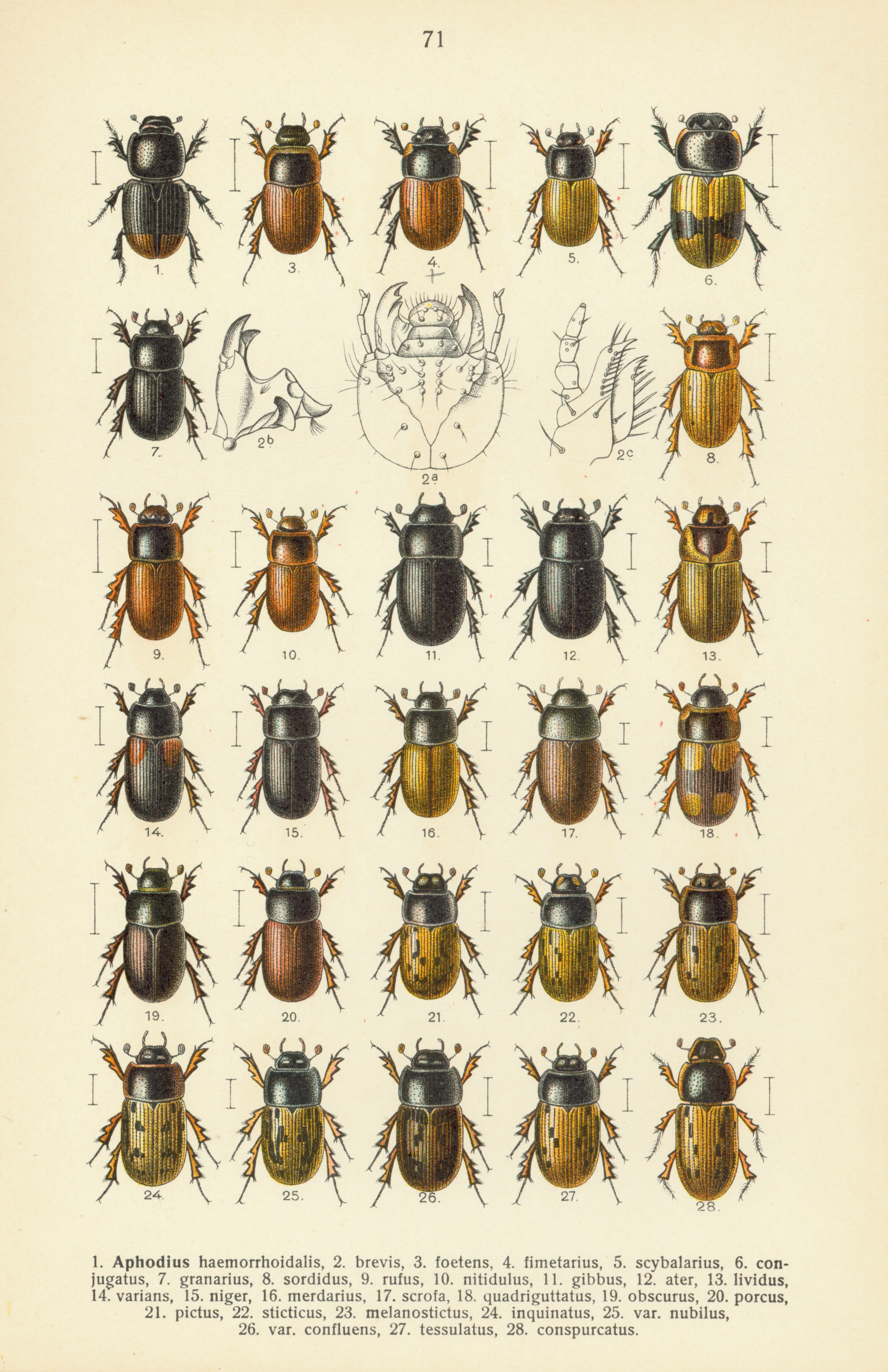